# Ludwig von Kahlen
Ludwig von Kahlen (1704 – Lauenburg/Elbe, 2 febbraio 1774) è stato un militare danese, uno dei primi coltivatori della brughiera dello Jutland.

## Biografia
Da giovane von Kahlen ha lavorato nel settore agricolo e aveva esperienza come geometra. Successivamente prestò servizio militare presso un reggimento Holstein.
Nel 1753 era tenente e in questo periodo si è interessato alla coltivazione dell'erica. Ha inviato diverse proposte per il finanziamento della brughiera alla Rentekammeret, la tesoreria, ma ha trovato ascolto solo quando ha presentato calcoli più dettagliati, che hanno coinvolto coloni della sua regione d'origine. Questa proposta è stata approvata da Federico V.
A sud di Sejbæk, a Fjends Herred, ora comune di Viborg, nel 1755 Ludvig von Kahlen costruì una casa che chiamò "Kongenshus" (casa del re). Successivamente si recò nel Meclemburgo per raccogliere connazionali. I primi coloni tedeschi arrivarono il 16 ottobre 1759; la mandria era composta da nove uomini e un mulo. Riuscirono a persuadere solo poche famiglie, ma non riuscirono a prosperare nella zona deserta e vollero tornare a casa dopo solo una settimana. Fuggirono nel buio della notte, sebbene von Kahlen avesse organizzato guardie armate. Altri furono rinchiusi nel penitenziario di Viborg per non scappare; ma alla fine a ciascuna famiglia furono pagati sei scellini come indennità di viaggio, affinché potessero tornare a casa. Ludvig von Kahlen assunse quindi dei servi locali, ma anche loro persero coraggio. Dopo otto anni di aratura e semina con scarso rendimento, si arrese.
Nel 1766, dopo diverse richieste, divenne capitano di un'unità militare a Fladstrand (oggi Frederikshavn), e qui morì nel 1774.
La casa costruita da Ludvig von Kahlen non esiste più e la sua ubicazione è sconosciuta. Una lapide commemorativa con il suo nome è stata collocata nel Kongenshus Memorial Park .
Altrove nella brughiera, lo stato ha compiuto tentativi simili di coltivare la brughiera, anche a Randbøldal e ad Havredal.

## Nella cultura di massa
Jeppe Aakjær ha menzionato von Kahlen e il suo progetto circa 150 anni dopo.
Il romanzo di Ida Jessen del 2020, Kaptajnen og Ann Barbara, presenta von Kahlen come protagonista e parla del suo progetto di coltivare la brughiera. Dal romanzo è stato tratto un film nel 2023, La terra promessa (Bastarden), dove Ludvig von Kahlen è interpretato da Mads Mikkelsen.